# Moraleja de Matacabras
Moraleja de Matacabras es un municipio y localidad española de la provincia de Ávila, en la comunidad autónoma de Castilla y León. El término municipal tiene una población de 53 habitantes (INE 2024).

## Geografía
La localidad está situada a una altitud de 783 m sobre el nivel del mar.
| Noroeste: Blasconuño de Matacabras     | Norte: Fuente el Sol (Valladolid) | Noreste: Lomoviejo (Valladolid)   |
| Oeste: Madrigal de las Altas Torres    |                                   | Este: San Esteban de Zapardiel    |
| Suroeste: Madrigal de las Altas Torres | Sur: Madrigal de las Altas Torres | Sureste: Castellanos de Zapardiel |

## Historia
Hacia mediados del siglo XIX el lugar tenía contabilizada una población de 93 habitantes. Aparece descrito en el decimoprimer volumen del Diccionario geográfico-estadístico-histórico de España y sus posesiones de Ultramar de Pascual Madoz de la siguiente manera:

MORALEJA DE MATACABRAS: l. con ayunt. de la prov. y dióc. de Avila (10 leg.), part. jud. de Arévalo (4), aud. terr. de Madrid (23), c. g. de Castilla la Vieja (Valladolid 12): sit. en terreno llano; le combaten todos los vientos; y su clima es propenso á fiebres intermitentes. Tiene 33 casas de inferior construccion, casa de ayunt. que á la par sirve de cárcel, escuela de primeras letras comun á ambos sexos, dotada con 8 fan. de trigo, y una igl. parr. (la Asuncion de Ntra. Sra.), con curato de primer ascenso y provision ordinaria: el cementerio está en parage que no ofende la salud pública, y los vec. se surten de aguas para sus usos de las de una fuente que hay inmediato á la pobl., haciéndolo para el de los ganados de diferentes pozos. El térm. confina con los de Blasconuño de Matacabras y Madrigal, y comprende bastante viñedo, algunos pastos, y 2,550 fan. de tierra cultivada y 200 incultas: le atraviesa un pequeño arroyo que se forma de varias fuentes y pasa por el centro del pueblo. El terreno es de mediana calidad. caminos: los que dirigen á los pueblos limítrofes. El correo se recibe en Madrigal, por propio. prod.: trigo, cebada, centeno, vino, algarrobas, garbanzos y algunas legumbres; mantiene ganado lanar y vacuno, y cria raza de liebres, perdices y algun lobo. ind.: la agrícola. El comercio está reducido á la esportacion de los frutos sobrantes para los mercados de Arévalo y Medina del Campo, é importacion de los art. de que se carece. pobl.: 22 vec., 93 alm. cap. prod.: 333,825 rs. imp.: 13,353. ind.: 1.550. contr.: 6,664 rs. y 29 mrs.
(Madoz, 1848, p. 585)

## Demografía
Moraleja de Matacabras cuenta con una población de 53 habitantes (INE 2024).
| Gráfica de evolución demográfica de Moraleja de Matacabras entre 1842 y 2021                                          |
| |
| Población de derecho según los censos de población del INE. Población de hecho según los censos de población del INE. |

## Patrimonio
En la localidad hay una iglesia bajo la advocación de la Asunción de Nuestra Señora, de estilo románico-mudéjar.

## Economía
Agricultura.